# العلاقات التشيكية السنغافورية
العلاقات التشيكية السنغافورية هي العلاقات الثنائية التي تجمع بين التشيك وسنغافورة.

## مقارنة بين البلدين
هذه مقارنة عامة ومرجعية للدولتين:
| وجه المقارنة                                              | التشيك                                                                            | سنغافورة                                                             |
| --------------------------------------------------------- | --------------------------------------------------------------------------------- | -------------------------------------------------------------------- |
| المساحة (كم2)                                             | 78.87 ألف                                                                         | 719                                                                  |
| عدد السكان (نسمة)                                         | 10.52 مليون                                                                       | 5.89 مليون                                                           |
| الكثافة السكانية (ن./كم²)                                 | 133.38                                                                            | 819.19 ألف                                                           |
| العاصمة                                                   | براغ                                                                              | سنغافورة                                                             |
| اللغة الرسمية                                             | اللغة التشيكية                                                                    | لغة إنجليزية، اللغة الملايو، اللغة الصينية القياسية، اللغة التاميلية |
| العملة                                                    | كرونة تشيكية، كرونة تشيكوسلوفاكية                                                 | دولار سنغافوري                                                       |
| الناتج المحلي الإجمالي (بليون دولار)                      | 215.73 مليار                                                                      | 323.91 مليار                                                         |
| الناتج المحلي الإجمالي (تعادل القوة الشرائية) بليون دولار | 356.15 مليار                                                                      | 472.59 مليار                                                         |
| الناتج المحلي الإجمالي الاسمي للفرد دولار أمريكي          | 17.55 ألف                                                                         | 52.89 ألف                                                            |
| الناتج المحلي الإجمالي للفرد دولار أمريكي                 | 31.19 ألف                                                                         | 82.76 ألف                                                            |
| مؤشر التنمية البشرية                                      | 0.878                                                                             | 0.925                                                                |
| رمز المكالمات الدولي                                      | +420                                                                              | +65                                                                  |
| رمز الإنترنت                                              | .cz                                                                               | .sg                                                                  |
| المنطقة الزمنية                                           | ت ع م+01:00، ت ع م+02:00، توقيت وسط أوروبا، توقيت وسط أوروبا الصيفي، أوروبا/براغ ‏ | ت ع م+08:00، توقيت سنغافورة المنسق ‏                                  |

## منظمات دولية مشتركة
يشترك البلدان في عضوية مجموعة من المنظمات الدولية، منها:
| علم المنظمة | اسم المنظمة                               | تاريخ انضمام التشيك | تاريخ انضمام سنغافورة |
| ----------- | ----------------------------------------- | ------------------- | --------------------- |
|             | مؤسسة التنمية الدولية                     | 1993                | 27 سبتمبر 2002        |
|             | يونسكو                                    | 22 فبراير 1993      | 8 أكتوبر 2007         |
|             | مؤسسة التمويل الدولية                     | 1993                | 4 سبتمبر 1968         |
|             | منظمة حظر الأسلحة الكيميائية              | ?                   | ?                     |
|             | الأمم المتحدة                             | 19 يناير 1993       | 21 سبتمبر 1965        |
|             | الاتحاد الدولي للاتصالات                  | 1993                | 22 أكتوبر 1965        |
|             | منظمة الشرطة الجنائية الدولية             | ?                   | ?                     |
|             | البنك الدولي للإنشاء والتعمير             | 1993                | 3 أغسطس 1966          |
|             | الاتحاد البريدي العالمي                   | ?                   | ?                     |
|             | المركز الدولي لتسوية المنازعات الاستشارية | 22 أبريل 1993       | 13 نوفمبر 1968        |
|             | وكالة ضمان الاستثمار متعدد الأطراف        | 1993                | 24 فبراير 1998        |
|             | منظمة التجارة العالمية                    | ?                   | ?                     |

## وصلات خارجية
- موقع وزارة الخارجية التشيكية
- موقع وزارة الخارجية السنغافورية